# 星野真梨亜
星野 真梨亜（ほしの まりあ 、1994年10月19日 - ）は、日本の女性タレントであり、ねがいごとのメンバーである。かつてアイドルユニットHugに所属していた。旧芸名は「佐藤 花（さとう はな）」。

## 人物・来歴
- かつてオフィス スリーポイントに「佐藤 花」名義で所属。
- 2009年7月に愛川瑞姫、小町彩夏と共に「Hug」結成。第二期オーディション前に愛川瑞姫・小町彩夏が卒業した琴に伴い、第一期からのメンバーは佐藤だけになった。
- 2010年、「Hug」がユニットよりソロ活動をメイン。そして佐藤自身も12月30日をもって事務所を卒業。ブログも消滅する。
- その後、スパイラルエンタテイメントに移籍し、「星野真梨亜」名義でブログを再開する。
- 2011年6月18日、「ねがいごと」結成。メンバーの一員となる。10月9日にはユニットとして初のシングル「ね・が・い・ご・と」を発売。しかし最大7人いたメンバー[1]が星野と萩野聖の2人に激減した結果、2015年6月19日をもって解散となる[注 1]。

## 作品

### DVD
1. 『はな色の午後』CMP-003（キャメロンプレミアム、2009年8月20日発売）
2. 『lovely poem』CMP-011（キャメロンプレミアム、2009年10月10日発売）
3. 『Hanky Panky』CMP-016（キャメロンプレミアム、2009年12月20日発売）
4. 『long time no see』CMP-021（キャメロンプレミアム、2010年2月10日発売）